# Тимонішина Оксана Антонівна
Оксана Антонівна Тимонішина (нар. 12 травня 1959) — радянський і український художник-постановник та кіноакторка.

## Життєпис
Народодилася 12 травня 1959 року в родині кінорежисера А. Г. Тимонішина. Закінчила архітектурний факультет Київського інженерно-будівельного інституту (1982). 
Працює на Київській кіностудії ім. О. П. Довженка.
Член Національної Спілки кінематографістів України.

## Фільмографія
Оформила кінокартини:
- «Щасливий, хто кохав...» (1986, у співавт.)
- «Виконати будь-яку правду» (1987)
- «Казка про гучний барабан» (1987)
- «Помилуй та вибач» (1989)
- «Погань» (1990)
- «Гра всерйоз» (1992)
- «Очікуючи вантаж на рейді Фучжоу біля пагоди» (1993, у співавт.)
- «Співачка Жозефіна й Мишачий Народ» (1994. Приз за пластичне вирішення картини фестивалю «Кіношок-94», Росія, Анапа, 1994)
- «Обережно! Червона ртуть!» (1995, у співавт.)
- «Святе сімейство» (1997)
- «Якщо я не повернусь» (2001, Україна—США)